# Hereze v křesťanství
Hereze (z řeckého hairesis – výběr, volba) je odchýlení se od oficiální doktríny nebo dokonce její odmítání. Původně se toto slovo používalo k označení filosofických a náboženských skupin v neutrálním významu, v křesťanství však záhy získalo negativní nádech. Označení za herezi slouží jako polemický nástroj používaný církevními autoritami k poukázání na „blud“, tedy na křesťanskou církví neakceptovatelné tvrzení. Hereze je vnímána jako protiklad ortodoxie a je vedlejším produktem jejího vymezování. Příbuzným, avšak méně polemickým označením je heterodoxie, tedy odlišná víra. Příslušníci jednotlivých „heretických“ skupin se sami za heretiky neoznačují.

## Problematika studia herezí
Na studium hereze je vždy třeba nahlížet v rámci kulturního a historického kontextu. O křesťanských herezích se povětšinou dozvídáme prostřednictvím křesťanských apologetů, objektivita jimi předkládaných informací může být tedy sporná. Spisy samotných „heretiků“ se nám povětšinou nedochovaly buď z důvodu orálního předávání nauky, nebo jako důsledek represe, kdy byly tyto spisy důsledně ničeny.
V období středověku je pojem hereze často nahrazován pojmem kacířství a je svázán se vznikem inkvizice. Po reformaci v 16. století, kdy dochází k rozdělení katolictví a protestantství, se tyto dvě skupiny označují navzájem jako heretické a ve světle středověkého pojetí hereze si odmítají vzájemně uznat status církve. Ke změně tohoto postoje dochází až v ekumenismu 20. století.
V současnosti se podle nového kodexu kanonického práva římskokatolické církve, vydaného roku 1917 a následně revidovaného roku 1983, rozlišuje dvojí hereze. První je zastávání heretických názorů v „dobré vůli“, které je zapříčiněno nechtěnou nevědomostí a tedy nemůže být trestáno a nezakládá hřích. Druhé pojetí hereze ja pak definováno v Codex iuris canonici jako „...tvrdošíjné odpírání, po přijetí křtu, nějaké pravdy, kterou je nutno věřit vírou božskou a katolickou anebo tvrdošíjné pochybování o ní...“ „heretik (bludař)“ pak upadá do samočinné exkomunikace (can. 1364) a je možno ho dále trestat podle can. 194, 1 a 2., v případě klerika pak dále podle can.1336 1n.1, 2 a 3.

## Křesťanství a hereze ve starověku
Již ve svých počátcích bylo křesťanství značně diferenciované, různé místní církve byly rozptýleny v oblasti celého Středomoří. Spojovalo je přijímání křtu a víra, že křesťané jsou novým „Božím lidem“, nicméně potřeba sjednocení církve stále narůstala v důsledku různých heterodoxních tradic. Začaly se projevovat snahy o udržení komunikace mezi jednotlivými místními církvemi, vzájemná solidarita během pronásledování křesťanů za Nerona, Decia a Diokleciána a časem se objevila i potřeba formulace ortodoxního společného kréda (vyznání víry) zejména v důsledku misijní činnosti mezi židy, kdy bylo nutné jednotně vysvětlovat chápání křtu ve jménu Otce, Syna a Ducha svatého, Ježíšovu lidskou přirozenost a další myšlenky, které byly židovství cizí. Brzy poté nabyly tyto výklady i další funkce. Měly sloužit jako obrana před „falešnými proroky“, což se stalo zvláště aktuální počátkem 2. století, kdy se objevuje řada entuziastických (montanismus) a gnostizujících (markionismus) nauk, které jsou již považovány za heretické. To vedlo k formulaci vyznání víry ve čtyřech etapách (Apoštolské vyznání, Nicejské vyznání, Nicejsko-konstantinopolské vyznání a Vyznání Quicumque) a později k ustanovení křesťanského biblického kánonu. Dalším projevem snahy o jednotu církve byl vznik monarchického episkopátu a svolávání místních a oblastních synod později ekumenických koncilů, které mimo jiné řešily právě otázky křesťanské ortodoxie a hereze. V důsledku boje proti hereze vznikla řada děl křesťanských apologetů (Filatrius, Eirénaios z Lyonu, Hippolytos Římský, Tertullianus, Augustinus Aurelius a další), ze kterých čerpali později i středověcí teologové ve snaze vytvořit soupis konvencionálních rysů typického heretika. Po Konstantinově obrácení roku 311, kdy se křesťanství stává státem tolerovaným náboženstvím a císař se jej pokusí vydáním Ediktu Milánského (313) začlenit do struktury impéria, dochází ke snahám o využití mocenských prostředků k vynucování jednotné víry. Ve východní i západní církvi se tak stalo běžnou praxí trestání tvrdošíjných heretiků vyhnanstvím, vypalováním znamení na tělo, konfiskací majetku nebo smrtí.

### Hnutí označovaná za heretická
Následující hnutí byla označena za heretická a tvořila buďto autonomní skupiny, nebo za ně byla alespoň považována apologety. Hnutí jsou řazena podle jejich přibližné doby vzniku.

#### Gnosticismus
Za gnostické se začaly označovat křesťanské i nekřesťanské směry vznikající na základě helénistického židovství a antické filosofie. Kladly důraz především na vnitřní vykoupení. Důležité bylo pro ně pojímání stvoření jako negativního jevu, kdy byla duše odloučena od Boha jako jeho část a následně uvězněna ve fyzické schránce. Usilovali tedy o pochopení soupodstatnosti s Bohem, ke kterému jim mají dopomáhat nebeští poslové, často např. Moudrost (Sofia). Gnostikové považovali toto své pochopení za vyšší stupeň náboženského poznání, než je víra, a v důsledku toho se často považovali za nadřazenou skupinu v rámci soudobých náboženských směrů včetně křesťanství. Pro své smýšlení byli často vyloučeni z církve.
Počátky gnosticismu jsou apologety spojovány s mytickou postavou Šimona Mága, z historicky doložených gnostiků pak lze jmenovat Menandra, Satornila, Karpokrata, Markióna, Valentína a další. Gnostikové málokdy vytvářeli autonomní hnutí. Za ta je začínají považovat až církevní Otcové ve svých apologiích, kde je také nazývají heretiky a podávají o nich řadu informací. Počítají mezi ně množství různých skupin, jejichž zakladatelé či inspirátoři pocházeli nejčastěji z Antiochie, Efesu, Edessy, Alexandrie a Říma. Nejdůležitějšími protignostickými autory jsou Iústínos, Eirénaios, Hippolytos, Kléméns Alexandrijský a Órigenés. Velkým přínosem v oblasti studia gnóze se stalo nalezení gnostické knihovny u Nag Hammádí v Horním Egyptě v zimě 1945–1946.

#### Markionismus
V čele markiónovců stál Markión ze Sinópy. Církev se vyznačovala přísnou askezí a odmítáním Starého zákona, dále zde vládla přísná hierarchie, byla vyžadována naprostá poslušnost a enkratismus (odmítavý postoj k manželství). Markión uznával pouze Lukášovo evangelium a některé Pavlovy listy. Hlásal nepravost starozákonního boha a označoval jej za zlého demiurga, pravým bohem „spasitelem“ má pak být až bůh zvěstovaný Kristem. Markionovci nesměli požívat vína a masa, dodržovali přísný půst v době sabatu a měli povoleno vyhledávat mučednickou smrt. Díky jejich misijní činnosti došlo k značnému rozšíření markiónovské církve a ta se stala v 2. století významným konkurentem křesťanské církve. Proti učení markiónovců vystupoval především Tertullianus ve svém spise Adversus Marcionem. Skupina zanikla na Západě již ve 3. století, na Východě pak koncem 5. století po dlouhém období persekucí, které ji donutily stáhnout se na venkov.

#### Montanismus
Montanisté byli skupina působící od 2. pol. 2. století v Malé Asii a severní Africe. Skupina byla založena ve Frýgii prorokem Montanem, z dalších významných postav hnutí lze jmenovat především prorokyně Prisku a Maximillu. Montanisté zpočátku očekávali brzký druhý příchod Krista a s ním i nebeského Jeruzaléma. Zdůrazňovali askezi a přísné morální zásady, nebyli tolerantní k odpadlictví v době Diokleciánova pronásledování a neuznávali možnost spásy skrze pokání. Hnutí částečně ovlivnilo i Tertulliana, pro svou etickou rigorozitu však bylo během 5.–6. století zcela potlačeno.

#### Ariánství
Ariánství neboli arianismus byl proud navazující na učení alexandrijského kněze Areia, který interpretoval vztah božské Trojice prostřednictvím novoplatonismu a filosofických kategorií. Tvrdil, že Otec je jediný, věčný a nezrozený počátek všeho, kdežto Syn jako logos je jen mezistupeň mezi stvořením a Bohem a účast na božství má jen na základě Bohem předvídané svobody obrácené k dobru. Některé směry arianismu popíraly i božství Ducha svatého. Toto učení vyvolalo značné nepokoje, které vedly až ke svolání nikajského ekumenického koncilu, kde se prosadil pro vztah Trojice výraz homoúsios (soupodstatný) a Areius byl vyhnán a uvržen do klatby[nepřesný odkaz].
Myšlenka arianismu však dál přetrvala u východních teologů navazujících na Órigena, zejména u Eusebia z Kaisareje a Eusebia z Nikomédie. Ti trvali na tvrzení, že Kristus měl tři podstaty (hypostaze), kdežto západní teologové prohlašovali, že měl podstatu jedinou, a to božskou. To vedlo ke třem dalším synodám (např. v Rimini), kde byl navrhován výraz homoios (podobný). Řešení problému našla až kappadocká škola koncem 4. století, kdy byla na ekumenickém koncilu v Konstantinopoli (381) přijata formulace „jediná podstata ve třech hypostazích (osobách)“ (řec. Mia úsia, treis hypostaseis, lat. Una substantia, tres personae) a arianismus byl zakázán ve všech podobách.

#### Pelagiánství
Pelagiánství nebo také pelagianismus bylo stoicismem ovlivněné učení, rozšířené koncem 3. a počátkem 4. století v Itálii. V jeho čele stál irský křesťanský asketa Pelagius. Skupina kladla důraz na význam lidského rozumu a přirozenou tendenci k mravnímu dobru a spáse, darovanou člověku Bohem. Hlásala, že člověk je zcela svobodný ve své volbě mezi dobrem a zlem. Prostřednictvím sebeovládání šlo dle nauky dosáhnout dokonalosti. Proti této skupině vystupoval svou naukou o hříchu především Augustinus, pelagianismus pak byl odsouzen africkým episkopátem na koncilu v Kartágu (411 a 418 n. l.). O jeho rehabilitaci později usilovala řada myslitelů (Julián z Eclanu, Faustus z Riezu, Pierre Abélard, Erasmus Rotterdamský a další), avšak bezúspěšně.

#### Donatismus
Donatisté se hlásili k učení a příkladu kartaginského biskupa a mučedníka sv. Cypriána, navazovali na starokřesťanské tradice a hlásali mravní rigorismus. Přes svůj konečný neúspěch byl donatismus ve své době životaschopnou paralelní církevní strukturou.
Hnutí se zformovalo za církevního schizmatu ve 4.–5. století v Africe. Schizma vzniklo za Diokleciánova pronásledování křesťanů a pramenilo z různé míry tolerance k návratu „odpadlíků“ (tedy těch, kteří se pod tlakem pronásledování formálně vzdali křesťanské víry) zpět do křesťanské církve. To vedlo až k otevřeném sporu při volbě kartaginského biskupa (311–312 n. l.). Proti tolerantnímu Cecilianovi postavili odpůrci „odpadlíků“ biskupa Majorina, ten však záhy zemřel a na jeho místo byl dosazen Donatus. Církevní synody i císařský edikt však upřednostnili prvního kandidáta, což vedlo k rozsáhlým nepokojům. Donatistická církev, přestože dosáhla roku 321 n. l. tolerance, zpochybnila kvůli volbě biskupa kompetenci římského státu zasahovat do náboženských a církevních otázek. Přes velký ohlas, kterého se hnutí dostalo, byl roku 341 n. l. císařem Konstantem obnoven edikt k pronásledování donatismu. Donatismus pak byl v průběhu dějin odsouzen ještě mnoha církevními synodami (např. synoda v Kartágu 411 n. l.), vystupovali proti němu zejména Optat z Mileva a Augustinus.

### Myšlenkové směry označované za heretické
Následující myšlenkové proudy nezakládaly žádné jednotné hnutí nebo skupinu, jednalo se jen o alternativní výklady některých křesťanských dogmat. Tyto myšlenkové proudy byly označeny církví za heretické.

#### Doketismus
Jako doketismus (z řec. dokein = domnívat se, zdát se) se označuje učení, podle kterého měl Ježíš pouze zdánlivé tělo. Tato myšlenka nemohla být přijata křesťanskou církví, protože vyvolává představu Ježíše, který je povznesen nad úzkost, smrt a lidství vůbec, a tedy není oporou pro věřící v čase utrpení. Doketismus byl značně rozšířen mezi gnostickými učiteli, na chalkedonském koncilu roku 451 však bylo přijato vyznání, které zdůraznilo nerozlučitelnost a nezaměnitelnost Ježíšova lidství a Božství a doketismus byl odsouzen jako hereze.

#### Monofyzitismus
Za monofyzitismus (z řec. monos = jeden a fysis = přirozenost) je označováno christologické učení, že osoba vtěleného Krista má jedinou, božskou přirozenost. Tato myšlenka navazovala na učení alexandrijského patriarchy Kyrila a vedla k vytvoření monofyzitických církví v severní Africe (koptská církev), Sýrii (jakobité) a Arménii (arménská církev), které patří do rodiny tzv. starobylých východních církví. Monofyzitské učení bylo odmítnuto chalkedonským koncilem, který vyhlásil, že osoba vtěleného Krista má dvojí přirozenost, a to lidskou a božskou.

## Hereze na středověkém křesťanském Východě
Východní křesťanství se během středověku vypořádávalo s různými heterodoxními skupinami. K nejvýznamnějším patří paulikiáni, kteří vznikli již v 7. století v Arménii, bogomilové nebo nekonformní mniši označovaní za messaliány.

### Paulikiáni
Paulikiáni jsou někdy na základě podobností se starověkým markionismem považováni za jeho „lidovou odnož“. Jednalo se o proud vzniklý v polovině 7. století na pomezí Malé Asie, Sýrie a Arménie. Jejich učení popíralo transsubstanciaci a panenství Panny Marie, vyznávalo dualismus a doketismus, odmítalo symbol kříže, uctívání svatých obrazů a ostatků a stavělo se negativně k svátostem, institutu kněží, církve a ke kultu obecně. Paulikiáni zavrhovali Starý zákon, proroky prohlašovali za „lháře a zloděje“ a starozákonního Boha za demiurga. Vytvářeli si svůj vlastní kánon, který patrně obsahoval jen Lukášovo evangelium a listy Pavla z Tarsu. Hnutí bylo vytlačeno v 9. století do Bulharska a mělo prostřednictvím bogomilů značný vliv na vnímání hereze západního křesťanství.

### Bogomilové
Hnutí bogomilů vzniklo v Bulharsku, avšak někteří badatelé sledují jeho kořeny k perskému zoroastrismu a arménským paulikiánům. Právě paulikiánští přesídlenci jsou považováni za zakladatele bogomilské skupiny. Spis sv. Kosmy proti heretikům tvrdí, že zakladatelem byl Bogumil, od jehož jména je odvozeno i označení hnutí.
Jejich teze označují Stvořitele za vzbouřence, za někoho, kdo Bohu odporoval, a viní jej ze vzniku hmotného světa. Bogomilské hnutí se od toho paulikiánského liší tím, že jeho stoupenci se drželi asketického způsobu života. V duchu askeze odmítají liturgii, svátosti, ikony a materiální statky. Z Bible přijímají pouze Nový zákon, Ježíše chápou doketicky.
Po tom, co se sv. Vladimír na přelomu 10. a 11. století nechal pokřtít, pronikli bogomilové i na Kyjevskou Rus. Ze Srbska byli nuceni stáhnout se do Bosny, kde se jejich víra podle některých badatelů stala oficiálním náboženstvím Bosenské církve až do prosazení islámu. Na území Byzance zprávy o bogomilech mizí v době po pádu Konstantinopole roce 1453, v Bulharsku v polovině 18. století

## Hereze na středověkém křesťanském Západě

### Potulní kazatelé
Existuje úzká souvislost mezi obviněními z hereze a snahami o náboženskou reformu. Slovy Malcolma Lamberta: „Reforma a hereze byla dvojčata.“. Řada kazatelů 11. a 12. století, kteří byli odsouzeni jako heretici, při svém působení vycházela z ideálů reformy. Právě z mnišského prostředí pocházeli reformátoři, kteří se dožadovali morálního způsobu života. Na veřejnosti začali vystupovat v době vzrůstajícího bohatství církve. Postupně se hnutí rozrostlo a začlenilo do sebe i laickou veřejnost. Papež Řehoř VII. se diskusi o principech uspořádání církve nebránil a umožnil, aby události vyústili v reformu. Gregoriánská reforma situaci na nějaký čas uklidnila, ale postupem času se její směr změnil, začala ji charakterizovat eklesiologie opírající se o silně hierarchické pojetí církve a kritické hlasy se začaly objevovat znovu. Pro tuto dobu však nejsou typická velká lidová hnutí. Z hereze jsou spíše obviňování jednotlivci, kteří vedli život potulných kazatelů. Tito kazatelé nesouhlasili zejména se silně hierarchickým pojetím církve a se způsobem života oficiálních církevních představitelů.
V průběhu 10. století se mezi mnoha mnichy rozšířila myšlenka, že mnišská praxe poněkud opustila původní ideály. Mniši chtěli vrátit jejich životu původní čistotu a vrátit se k prostotě a chudobě podle vzoru apoštolů. Na tento odkaz navázali potulní kazatelé, kteří se v 11. a 12. století vydávali na poutě, na kterých kázali své názory. Jedním z nich byl Tanchelm z Antverp. Působil ve Flandrech, Brabantu a Zeelandu, kde měl podle dobových zpráv volné působiště, jelikož Antverpy byla země ekonomický nerozvinutá a nepříliš zajímavá pro církevní autority. Tanchelm odmítal církevní svátosti i oficiální církevní organizaci, o které tvrdil, že se stala veřejným domem. Podle dopisu utrechtského kaplana se prohlásil za Boha, vstoupil do symbolického sňatku s Pannou Marií a jeho stoupenci pili vodu, ve které se vykoupal. Jeho tříleté působení končí v roce 1115, kdy byl zabit neznámým mnichem. Dalším radikálním kazatelem byl Jindřich Mnich, původně benediktín, který opustil klášter kolem 1110, aby mohl kázat. Na Popeleční středu 1116 přišel do Le Mans, kde obdržel povolení kázat od reformního biskupa Hilderberta. Biskup odjel do Říma, zatímco Jindřich si získal město svým kázáním, které ostře kritizovalo klérus. Odmítal modlitby za zesnulé, křest dětí, svátostnou povahu manželství i mši. Biskup Hilderbert jej vyhnal, avšak Jindřich měl úspěch i v Poitou, Akvitánii a Toulouse. Nakonec byl sv. Bernardem prohlášen za heretika. Mezi potulné kazatele, kteří svými názory pobouřili církev natolik, že byli prohlášeni za heretiky, patřili i Eon z Étoile, Arnold z Brescie nebo Petr z Bruis.

### Valdenští
V 70. letech 12. století se bohatý obchodník z Lyonu jménem Valdès zřekl svého majetku a obrátil se ke Kristově evangeliu. Svůj dosavadní život změnil, vydal se na cesty, stal se potulným kazatelem a založil hnutí valdenských. Coby chudý kazatel si získal mnoho stoupenců zvaných „Lyonští chudí“. Postupem času se hnutí rozrůstalo a proniklo do oblasti jižní Francie, Španělska, Německa, Piemontu a Lombardie, až nakonec vytvořilo vlastní tajnou církev. O instituci celibátních kazatelů, tzv. barbů, pocházejí první zmínky až z 15. století. Klíčovým pro jejich kázání bylo Písmo, zejména evangelia, která překládali do národních jazyků.
Roku 1184, kdy se konal veronský koncil, byla na hnutí valdenských uvržena klatba[nepřesný odkaz] a od dob papeže Inocence III. byli pronásledováni. V roce 1532 se přidali k reformaci a roku 1848 získávali v Itálii náboženskou svobodu a občanská práva.
Valdenští byli rozděleni na dvě skupiny, tzv. lyonské a lombardské. Podle dokumentu známého pod názvem Rescriptum mělo roku 1218 poblíž Bergama dojít k setkání obou skupin valdenských za účelem sjednocení. Jednání však utrpěla mnoha neshodami a ztroskotala na neústupném donatismu lombardských a na neshodě ohledně spásy Valdèse a jeho druha Viveta. Ti byli podle lyonských v nebi, lombardští ale namítali, že by tam skončili, pouze pokud dali před smrtí Bohu zadostiučinění za své hříchy. Zásadní doktrinální spor se týkal eucharistie, která byla pro lombardské sice hodnotná, ale ne účinná. Lombardští svá tvrzení podkládali odkazy na Písmo a svaté Otce, lyonští se odvolávali na kazatele povolané Bohem. V průběhu 13. století se valdenští rozšířili dále na východ, například do Čech nebo do Rakouska, což dokládá tzv. Pasovský anonym, který popisuje inkviziční vyšetřování z roku 1266 na území Dolního Rakouska.
Řízení proti lutheránům ve 30. letech 16. století přitáhlo pozornost inkvizice k území Alp, kde byl odhalen i výskyt valdenských. Vyplenění vesnice Merindol v roce 1545 a tlak nových reformačních názorů měly pravděpodobně za následek splynutí valdenských a hugenotů.

### Kataři
Označení kataři pochází buď z řec. katharos = čistý, dokonalý, nebo z německého Kater = kocour (což měla být podoba Lucifera, ve které se měl katarům zjevovat), odtud Katzerei. Pojmenování kataři se stalo nálepkou užívanou v kruzích ortodoxních oponentů (stojí i u základu českého slova „kacířství“). Sami příslušníci skupiny se však označovali názvem Dobří křesťané. Označení pojmenovává spoustu lidových sekt, nejčastěji charakteristické přísnými mravy.
Z hlediska organizační struktury se kataři dělili na běžné příznivce a na „dokonalé“ žijící asketickým způsobem života. To byla vedoucí elita (perfecti) hnutí, křtěná ceremonií consolamentum. Před přijetím consolamenta museli kandidáti po dobu jednoho roku třikrát týdně držet půst, zachovávat celibát a nesměli požívat maso, vejce a mléčné výrobky (produkty pohlavního styku). Přijmout consolamentum znamenalo přijmout spartánský a tvrdý způsob života.
Katarství zaznamenalo největší rozmach ve 13. století, kdy jej inkvizitoři chápali jako významnou hrozbu. Do roku 1330 se je však podařilo vymýtit., a to spojeným úsilím žebravých řádů a inkvizice.
Původ hnutí některé zdroje (například Ekbert ze Schönau) odvozují z manicheismu. Existenci katarů v Porýní, konkrétně v okolí Kolína, vedle Ekberta dokládá i starší dopis Ebervina ze Steinfeldu Bernardovi z Clairvaux, jenž byl sepsán mezi lety 1143 a 1152. Disidenti měli podle Ebervina prohlásit, že jejich hereze byla skrytá od dob mučedníků až do tehdejších dní a přetrvala v Řecku a některých dalších zemích. V Německu nemělo hnutí významnější vliv a jeho stoupenci byli často chybně ztotožňováni s valdenskými, avšak na rozdíl od nich bylo katarství vymýceno už ve 14. století, v Porýní dokonce již ve 30. letech 13. století.
Z území dnešní Francie se kataři zdržovali hlavně v kraji Champagne a na jihozápadě, v oblasti vymezené zejména městy Toulouse, Carcassonne a Albi. Podle města Albi se zažilo i pojmenování albigenští. Významným, ač sporným, pramenem o počátcích katarství v jihozápadní Francii je tzv. Niquintova listina, jejíž původ je nejasný. Sama se datuje do roku 1223, dnešním badatelům je však známá pouze z přepisu z roku 1660, který pořídil katolický historik Guillame Besse. Listina tvrdí, že vznikla na základě jiného dokumentu z roku 1167. Tento dokument měl vzniknout na setkání katarů s jistým Papa Niquintou. V otázce, zda jde o historický dokument, pouhý padělek ze 17. století nebo zakladatelskou legendu, se vědci neshodují.
V Itálii bylo nejvýznamnějším centrem okolí Milána. Prvním katarským biskupem v Itálii je podle textů De heresi catharorum a Tractatus de hereticis Marek Hrobník. Po jeho smrti se hnutí dělí na dvě skupiny – podporující Markova nástupce Jana Judeu a podporující Petra z Florencie. Další vývoj vedl k vytvoření šesti katarských frakcí se sídly ve Florencii, Val de Spoleto, Mantově, Dalmácii, Vicenzu a Concorezzu.
V roce 1208 byla proti albigenským vyhlášena křížová výprava papežem Inocencem III., ta katary sice otřásla, ale ti se po ní vzpamatovali a v roce 1225 uspořádali koncil v Pieusse. 1233 se však jejich situace ještě zhoršila. Papež Řehoř IX. totiž poskytl dominikánům ještě účinnější pravomoce. Vydal buly Ille humani generis, Licet ad capiendos a Vox in Rama. Kataři tak začali přesídlovat do Itálie. Dokonalí se přestěhovali do chatrčí, které byly méně na očích veřejnosti. Se stále zhoršující se situací začali jednat i katarští biskupové. Na konci 13. století dostali dokonalí svolení prolévat krev. Stále častěji také praktikovali enduru, což byl dobrovolný odchod ze života formou odmítání potravy a pití pouze oslazené vody. Pět let před koncem třináctého století se do čela postavil Petr Autier, který na jistý čas vytvořil za pomoci svého bratra v jihozápadní Francii stabilní skupinku dokonalých. V roce 1311 byl ale inkvizicí uvězněn a o dvacet měsíců později upálen.
Situace v Itálii byla zprvu o něco klidnější. Manfred, nástupce Fridricha II., se dokonce stal ochráncem katarů. Kataři svým tichým spojenectvím s ghibelliny upevnili své politické postavení. S nástupem Karla z Anjou však přišla perzekuce a tvrdé potírání katarů. Poslední zaznamenaný biskup byl uvězněn 1321 v Toskánsku.

### Období předcházející reformaci
Ve 14. století se začínají v západní a střední Evropě objevovat kazatelé i lidová hnutí čelící příležitostně obvinění z hereze, avšak předznamenávající v některých ohledech evropskou reformaci. Příbuznost obou proudů je dána reformátorskými myšlenkami, které mnohdy čerpaly z těch heretických, a neojedinělými spory s katolickou církví. Lambert přes všechny podobnosti zdůrazňuje, že teze reformátorů 16. století byly systematičtější, promyšlenější.
Mezi přední středověké předchůdce reformace patří Jan Viklef a Jan Hus. Za první lidové hnutí blízké reformaci bývají považováni angličtí lollardi ve 14. století.

#### Jan Viklef
Jan Viklef (1320–1384) se dostal do prvního vážného sporu s církví kvůli spisu De eucharistia, kde zpochybnil transsubstanciaci tvrzením, že i po posvěcení zůstane chléb chlebem a víno vínem. V Anglii bylo jeho učení oficiálně zpochybněno v roce 1382, Kostnický koncil pak odsoudil z jeho díla 45 článků.

#### Lollardi
Označení lollardi pochází pravděpodobně z lat. lolium = jílek mámivý, což je plevel. Původně pojmenovávalo pouze stoupence Jana Viklefa, avšak postupem času se význam rozšířil na všechny, kteří v Anglii ve 14. století kritizovali církev. Dalšími výraznými osobnostmi byli Mikuláš Hereford nebo Filip Repton. Repton se časem lollardství zřekl, stal se lincolnským biskupem a lollardy pronásledoval. Hereford se lollardství také zřekl, ale po několika letech se k němu vrátil.
Lollardské učení vyzývalo k samostudiu věřícího. Za tímto účelem lollardi přeložili i Písmo, aby jej mohli číst i laici neznalí latiny. Laici se této možnosti nejednou chopili, příkladem může být Vilém Smith, řemeslník z Leicesteru, který se sám naučil číst a lollardské myšlenky šířil dál. Jádrem lollardské religiozity byla Bible, osobní víra a vědomí božského vyvolení. Bývají vnímáni jako hnutí předznamenávající reformaci. Přetrvali do 16. století, kdy patřili k příznivcům změn zavedených Jindřichem VIII., které vyústily ve vznik anglikánské církve, a spolupracovali na vzniku Tyndalova Nového zákona. Nesouhlasili s rolí papeže, transsubstanciací a nezbytností zpovědi. Samotné hnutí se v 16. století rozplynulo ve svém náboženském okolí, ale jeho ideje se uplatnily v širším reformačním rámci.
Místo vzniku a největší koncentrace je jižní Anglie, avšak působili i ve Skotsku a jejich vliv zaznamenalo i husitství.

#### Husité
Jan Hus (1371–1415) začal v roce 1402 v Betlémské kapli hlásat reformní myšlenky. Jeho odvážné působení bylo omezeno Kutnohorským dekretem a posléze i papežskou klatbou. Hus však pokračoval a církev kritizoval dál. Po kritice odpustkové buly Jana XXIII. jej postihla další církevní klatba. Hus se po té stáhl do ústraní, kde setrval až do roku 1414, kdy se vydal na Kostnický koncil obhájit své stanovisko, kde byl však 6. července 1415 upálen jako kacíř.
O rok později byl upálen další významný husita Jeroným Pražský. Reakcí veřejnosti bylo sjednocení utrakvistické šlechty a univerzitních mistrů. Neshody husitů s církví (papež Martin V. vydal 1418 dvě protihusitské buly) vyvrcholily v křížovou výpravu 1420, kterou však husité pod vedením Jana Žižky porazili. O několik měsíců později přijali Čtyři pražské artikuly (1421). Žižka vedl husity úspěšně až do své smrti 1425. Po něm se vedení ujal Prokop Holý, který husity vedl až do roku 1434, kdy prohráli bitvu u Lipan. Husitství bylo po této porážce zčásti uspokojeno kompromisními kompaktáty, na nichž se dohodli s Římem. Mezi věřícími husitství přežívalo v podobě utrakvismu a Jednoty bratrské.

### Inkvizice
Slovo inkvizice pochází z lat. inquisitio = pátrání, vyšetřování, plným názvem inquisitio haereticae pravitatis = vyšetřování kacířské zvrácenosti. Byla ustanovena Čtvrtým lateránským koncilem, který přijal v roce 1215 rozhodnutí o boji proti kacířství. V roce 1231 a 1233 pak jmenoval Řehoř IX. inkvizitory z řad dominikánů bulami Ille humani generis a Licet ad capiendos. Další bula upravující řád inkvizice byla bula Inocence IV. Ad extirpanda, kde souhlasil s mučením uvězněných a potvrdil vznik inkvizičních tribunálů. Pavlem III. bylo v roce 1542 ustanoveno Svaté oficium za účelem dohledu nad čistotou víry. Na konci 15. století byla ustanovena Španělská inkvizice, která byla úzce propojena se státem a do roku 1834 fungovala jako centralizovaná instituce.

### Další hereze
Mezi další odsouzené hereze patří např.: amerikanizace církve.